# Verbascum kalabakense
Verbascum kalabakense är en flenörtsväxtart som beskrevs av Hub.-mor. och K. H.Rechinger. Verbascum kalabakense ingår i släktet kungsljus, och familjen flenörtsväxter. Inga underarter finns listade i Catalogue of Life.